# Scaphyglottis coriacea
Scaphyglottis coriacea är en orkidéart som först beskrevs av Louis Otho Otto Williams, och fick sitt nu gällande namn av Robert Louis Dressler. Scaphyglottis coriacea ingår i släktet Scaphyglottis och familjen orkidéer.
Artens utbredningsområde är Panamá. Inga underarter finns listade i Catalogue of Life.